# Droits de l'homme au Liberia
Les droits de l'homme au Liberia attirent l'attention de la communauté internationale lorsque la présidente du pays, Ellen Johnson Sirleaf, est nommée l'une des trois femmes co-lauréates du prix Nobel de la paix 2011, toutes citées « pour leur lutte non violente pour la sécurité des femmes et pour le droit des femmes à participer pleinement aux travaux de consolidation de la paix ».
Pourtant, comme le note le Guardian en octobre 2012, « le prix décerné à la présidente Sirleaf n'est pas unanimement accueilli dans son propre pays », et un an après l'annonce du prix, l'une des co-lauréats de Sirleaf, l'activiste libérienne Leymah Gbowee, exprime son point de vue, de nombreux critiques de Sirleaf, accusant le président de népotisme, entre autres délits, et citant les hautes fonctions gouvernementales occupées par les trois fils de Sirleaf. En novembre 2012, un avocat libérien des droits de l'homme, Tiawan Saye Gongloe, critique également le népotisme de Sirleaf et l'appelle à démissionner.
Le népotisme et la corruption sont répandus au Liberia. Parmi les autres très graves problèmes de droits de l'homme que connaît le pays figurent les meurtres rituels, les violences policières, les soi-disant « ordalies », les arrestations arbitraires, le déni d'une procédure régulière, la violence à l'égard des femmes, la violence domestique, les mutilations génitales féminines, la maltraitance des enfants, la traite des êtres humains et le travail des enfants. Depuis la fin de la guerre civile en 2003, cependant, un certain nombre d'organisations internationales déploient de nombreuses activités dans le but d'établir au Liberia une démocratie solide fondée sur les droits de l'homme.
Le Liberia est signataire du Pacte international relatif aux droits civils et politiques, du Pacte international relatif aux droits économiques, sociaux et culturels, de la Convention internationale sur l'élimination de toutes les formes de discrimination raciale, de la Convention sur l'élimination de toutes les formes de discrimination à l'égard des femmes, la Convention contre la torture et autres peines ou traitements cruels, inhumains ou dégradants et la Convention relative aux droits de l'enfant.

## Après la guerre civile
L'accord de paix de 2003 qui met fin à la guerre civile appelle à la création par le gouvernement libérien d'une commission nationale indépendante des droits de l'homme. Bien qu'une loi portant officiellement création de cette commission soit adoptée en 2008, la formation effective de la commission est retardée de plusieurs années. Amnesty International a noté en 2013 que le Liberia a grand besoin d'une telle commission et appelle le gouvernement à « faire de la création d'une telle commission une priorité absolue ».
En septembre 2009, la Commission nationale indépendante des droits de l'homme est finalement créée, mais la sélection de ses membres, selon Human Rights Watch, est entachée par « une procédure de contrôle défectueuse, une participation inadéquate des groupes de la société civile et la sélection initiale d'un membre ayant des liens étroits avec la présidente, ainsi que d'autres membres manquant d'expérience pertinente », ce qui suscite des doutes quant à l'indépendance de la commission et à l'engagement de Mme Sirleaf à son égard.
Human Rights Watch note qu'en 2010, le Liberia « n'a pas progressé dans la poursuite des responsables des crimes de guerre commis pendant les conflits armés », conformément au rapport final de 2009 de la Commission Vérité et Réconciliation. Dans un rapport publié en 2012, Amnesty déplore que les personnes coupables de violations majeures des droits de l'homme pendant la guerre civile ne soient toujours pas traduites en justice et que l'appel de la Commission Vérité et Réconciliation en faveur de la création d'un tribunal pénal chargé de juger ces affaires ne soit toujours pas suivi d'effet.
Cinq organisations de défense des droits de l'homme forment la Coalition pour la justice au Liberia (CJL) en octobre 2012 « pour plaider en faveur de la justice, sensibiliser et faire campagne pour la création d'un tribunal international chargé de poursuivre les auteurs de crimes de guerre au Liberia ». Il cherche également, entre autres, à aider à « construire et renforcer les institutions démocratiques nationales et l'État de droit au Liberia, ce qui comprendra le suivi, la documentation et la défense de leur fonctionnement efficace en tant qu'institutions de justice centrées sur le peuple qui défendent l'État de droit et le respect des droits de l'homme ». Le CJL déclare que son premier objectif sera de « nommer et de couvrir de honte » les auteurs de violations des droits de l'homme commises pendant la guerre « et de s'assurer que les États-Unis ne sont ni un refuge sûr pour eux ni un lieu de vacances où ils voyagent et profitent de leurs richesses sanglantes sans avoir à rendre compte de leurs actes ».
Depuis la fin de la guerre civile au Liberia en 2002, les forces de l'ONU sont chargées de la sécurité et forment les forces armées et la police libériennes. Un programme mené par les États-Unis pour recruter et former une nouvelle armée libérienne s'achève en décembre 2009, bien que le personnel militaire américain continue à former des officiers libériens tout au long de l'année 2010. Les forces de sécurité, bien que relevant de responsables civils, agissent parfois de leur propre chef.

## Droits fondamentaux
En règle générale, le gouvernement respecte la liberté d'expression des citoyens et la liberté de la presse, bien qu'il ait poursuivi des journaux et d'autres personnes pour diffamation. Les journalistes publient souvent des articles contre rémunération. L'accès à Internet est illimité, bien que moins de 1 % des Libériens soient en ligne. Les institutions académiques fonctionnent librement. Le droit à la liberté de réunion est généralement respecté, bien qu'il y ait des exceptions. Les Libériens jouissent de la liberté religieuse. Ils jouissent également de la liberté de voyager à l'intérieur du pays et à l'étranger, ainsi que du droit de s'installer à l'étranger et d'être rapatriés, mais lorsqu'ils voyagent, ils sont parfois soumis à des fouilles arbitraires et à des extorsions de la part de la police et des agents de l'immigration.
La discrimination fondée sur l'origine ethnique, le sexe, la religion, le handicap et d'autres caractéristiques de ce type est illégale, mais elle est souvent pratiquée. La discrimination raciale est toutefois légale. Seuls les Noirs, par exemple, peuvent devenir citoyens libériens ou propriétaires terriens.
Les Libériens vivant en dehors de Monrovia ont un accès très limité aux services gouvernementaux.
Les meurtres rituels, qui consistent à prélever sur le cadavre de la victime des parties du corps utilisées dans les rituels tribaux, et qui sont souvent décrits dans les rapports de police comme des accidents ou des suicides, sont fréquents. Les protestations contre ces meurtres sont également fréquentes et entraînent parfois des blessures et des décès.

## Corruption
La corruption est endémique à tous les niveaux du gouvernement libérien. La corruption n'est pas, en tant que telle, un crime punissable en vertu de la loi libérienne.
Il existe une Commission libérienne de lutte contre la corruption, créée en 2008, qui manque de fonds et de personnel et qui est censée être habilitée à poursuivre les crimes qui s'apparentent effectivement à de la corruption. Human Rights Watch a noté en 2011 que bien qu'il y ait eu une multiplicité de scandales de corruption de haut niveau au cours de l'année précédente, ils ont donné lieu à « peu d'enquêtes et seulement deux condamnations ». HRW a déploré que la Commission anti-corruption soit « entravée par des fonds [et] un personnel insuffisants » et qu'elle n'ait pas « l'autorité nécessaire pour engager des poursuites de manière indépendante », et que l'incapacité de Mme Sirleaf à traiter cette question ait conduit à « l'impression que la présidente n'a pas la volonté de s'attaquer au problème ».

## Droits des femmes
Les femmes ont le même statut juridique que les hommes. Le viol et la violence domestique sont illégaux, mais répandus, et les lois contre eux ne sont pas efficacement appliquées. Le viol et les autres formes de violence sexuelle restent parmi les crimes les plus fréquemment commis. Le viol conjugal n'est pas criminalisé.
Parmi les améliorations récentes, on peut citer la création d'un tribunal chargé des affaires de violence sexuelle et sexiste, l'ouverture à Monrovia d'un refuge soutenu par les Nations unies pour les victimes de violences sexuelles, le financement par les Nations unies d'un plan d'action national sur la violence sexiste et la ratification par le Liberia du Protocole à la Charte africaine des droits de l'homme et des peuples relatif aux droits de la femme en Afrique. Human Rights Watch note qu'en 2010, les signalements de viols et la réponse de la police à ces signalements se sont améliorés, mais méprisent la création du tribunal des violences sexuelles « les lacunes du système judiciaire et la réticence des témoins à témoigner ont entravé les efforts de poursuites ».
Le harcèlement sexuel n'est pas illégal et est également courant. La polygamie est également illégale, mais de nombreux hommes ont plusieurs épouses, conformément aux traditions locales. Le ministère du Genre et du Développement est chargé de protéger les droits des femmes.
Le Comité des Nations unies pour l'élimination de la discrimination à l'égard des femmes, dans un rapport de 2009, appelle le Liberia « à adopter sans délai et en priorité une législation interdisant les mutilations génitales féminines et de veiller à ce que les contrevenants soient poursuivis et punis en fonction de la gravité de cette violation ». Elle demande également au Liberia « d'arrêter immédiatement de délivrer des permis aux praticiens, comme le fait actuellement le ministère de l'intérieur », et de mettre en œuvre et de renforcer les programmes destinés à faire évoluer les mentalités à l'égard de cette pratique. La commission exhorte également le Liberia à « s'attaquer à toutes les formes de violence à l'égard des femmes », à utiliser tous les moyens possibles « pour faire passer le message que toutes les formes de violence à l'égard des femmes, y compris la violence domestique, sont inacceptables », et à veiller à ce que ces violences soient traitées de manière appropriée par le système judiciaire.
La traite des femmes est un problème et le comité des Nations unies pour l'élimination de la discrimination à l'égard des femmes a demandé au Liberia de mettre en œuvre et d'appliquer efficacement la loi de 2005 contre la traite des êtres humains, d'apporter un soutien aux femmes victimes et de s'attaquer aux causes profondes du problème.

## Droits des enfants
Un enfant devient citoyen libérien si au moins l'un de ses parents est libérien ou s'il est noir et né au Liberia. Un enfant non noir né dans le pays n'a pas droit à la citoyenneté. L'école est techniquement gratuite, mais les familles doivent fournir les uniformes, les livres, les fournitures et le bureau des enfants, et dans de nombreuses écoles, des « frais » doivent être payés pour couvrir les coûts et les salaires. Les abus sur les enfants, y compris les abus sexuels, sont fréquents, tout comme les mutilations génitales féminines, qui ne sont pas illégales. La prostitution des filles est également courante. Il y a également beaucoup d'enfants des rues à Monrovia. Les orphelinats sont essentiellement non réglementés, avec un approvisionnement en nourriture, des conditions sanitaires et des soins médicaux médiocres, et dépendent de groupes tels que l'UNICEF pour l'aide financière. Le Liberia n'est pas signataire de la Convention de La Haye de 1980 sur les aspects civils de l'enlèvement international d'enfants.
Le Fonds norvégien pour les droits de l'homme « soutient plusieurs initiatives locales visant à défendre les droits des enfants et à promouvoir les droits de l'homme dans le système scolaire du Liberia », notamment des programmes visant à prévenir l'exploitation et les abus sexuels des élèves dans les écoles. Il a contribué à la mise en place de « clubs de surveillance par les pairs » et de « comités de réparation » qui signalent ces abus et qui ont conduit au licenciement d'un certain nombre d'enseignants. Un membre de l'un de ces clubs scolaires a déclaré que son activité « a contribué à accroître le respect des droits des élèves à l'école ». Par exemple, l'habitude de relations intempestives entre les enseignants et les élèves a été considérablement réduite depuis la création du club il y a deux ans. Les efforts soutenus en partie par le NHRF ont également contribué à l'éradication des châtiments corporels dans les écoles.
Dans le cadre d'un projet de 2010 de la Self Help Development & Relief Agency qui visait à améliorer la situation des droits de l'homme pour les élèves du secondaire dans le sud-est du Liberia, « plus de 3 000 étudiants et enseignants ont participé à des sessions de formation sur les questions relatives aux droits de l'homme ». Les étudiants ont débattu des droits de l'homme et formé des comités « pour identifier et mettre en évidence les violations et trouver des outils pour obliger les auteurs à rendre des comptes ». Le programme a été un succès à bien des égards, aidant à éliminer des pratiques de longue date telles que « les enfants travaillant dans les fermes des enseignants et achetant de l'huile de palme comme frais de scolarité » et les parents étant obligés de payer les frais de scolarité pour des écoles théoriquement gratuites. « Des progrès ont également été réalisés dans le domaine des abus et de la violence contre les élèves. Dans la plupart des écoles ciblées, une interdiction de battre les élèves pour des actes répréhensibles ou des échecs a été appliquée. Dans un cas, la flagellation des étudiants a été interdite à la suite de l'intervention de la SHDRA ».
L'UNESCO, par l'intermédiaire du Fonds des Nations unies pour la consolidation de la paix, a aidé le Ministère libérien de l'éducation à mettre en œuvre un programme intitulé « Éducation à la paix, aux droits de l'homme et à la citoyenneté » dans les écoles du pays. Il s'agissait de former 1300 enseignants dans le but de « fournir aux étudiants des connaissances et des compétences en résolution de conflits afin de promouvoir une coexistence pacifique ».

## Droits des personnes handicapées
La discrimination à l'égard des personnes handicapées est illégale mais répandue, en particulier dans les campagnes. La plupart des bâtiments publics sont inaccessibles aux personnes handicapées et aucune loi ne les oblige à y accéder. En raison de la guerre civile, de nombreux Libériens sont handicapés. Il existe une Commission nationale des personnes handicapées, mais elle n'est pas efficace pour protéger les droits des personnes handicapées.

## Droits des minorités
Le Liberia compte 16 groupes ethniques indigènes différents, chacun avec sa propre langue, et l'intolérance mutuelle entre eux persiste. Les personnes d'origine non noire ne sont pas autorisées à posséder des biens au Liberia et ne sont pas éligibles pour demander la citoyenneté.

## Droits LGBT
Les activités homosexuelles sont illégales au Liberia. Il n'y a pas d'organisations de défense des droits LGBT connues. Lorsque Sirleaf a remporté le prix Nobel de la paix et a été largement saluée comme une héroïne des droits de l'homme, cette divergence a été notée par beaucoup, mais Sirleaf a tenu bon contre les droits des homosexuels.
Une interview conjointe en mars 2012 avec Tony Blair a fait la une des journaux internationaux en raison du soutien de Sirleaf à la législation antigay de son pays et du refus de Blair de la défier sur le sujet. « Nous avons certaines valeurs traditionnelles dans notre société que nous aimerions préserver », a déclaré Sirleaf.

## Droits syndicaux et droits du travail
Les travailleurs du secteur privé ont le droit d'adhérer à des syndicats et sont autorisés à faire grève et à participer à des négociations collectives. Les travailleurs du secteur public n'ont pas le droit d'adhérer à des syndicats.
Le travail forcé est illégal, mais existe, les familles rurales envoyant souvent des femmes et des enfants dans les villes pour travailler dans des maisons ou comme vendeurs ambulants. Les enfants de moins de 16 ans ne sont pas autorisés à travailler, mais cette interdiction n'est pas effectivement appliquée et le travail des enfants est pratiquement omniprésent, les mineurs travaillant sur les marchés urbains, dans les fermes et les plantations, et dans d'autres emplois, dont certains dangereux.
La Commission du travail des enfants est censée empêcher les enfants de travailler, mais elle manque de personnel et de financement. Diverses lois limitent les heures de travail, établissent des exigences en matière d'avantages sociaux et établissent des normes de santé et de sécurité. Il existe un salaire minimum, mais il ne s'applique pas à de nombreux travailleurs.
Un projet mené au Liberia par Action for Community and Human Development a cherché à « améliorer la capacité des syndicats de travailleurs de l'industrie à dialoguer avec la direction et à protéger les droits des travailleurs, à renforcer les capacités des structures locales de développement communautaire en matière de gouvernance et de prise de décision, et à aider les électeurs à leur engagement auprès des autorités locales ».

## Système judiciaire et pénal

### Droits des justiciables
Le système judiciaire libérien se caractérise par l'inefficacité, la corruption, des avocats et des juges sous-qualifiés et un manque chronique d'installations judiciaires, de moyens de transport et d'autres ressources. Bien que les accusés aient le droit d'assister à leur propre procès, de consulter un avocat, de voir des preuves et de faire appel des condamnations, ces droits sont souvent refusés aux personnes qui ne paient pas de pots-de-vin ou qui n'ont pas d'avocat.
Amnesty International a décrit les problèmes avec le système judiciaire libérien comme suit en 2012 : « Des enquêtes policières inadéquates, une pénurie de défenseurs publics, une mauvaise gestion des affaires, la corruption et un système judiciaire qui n'avait pas la capacité d'entendre les affaires en temps opportun ont contribué à un arriéré dans le système de justice pénale. Environ 80 % des prisonniers attendaient leur procès ; certains ont été détenus pendant des années avant leur procès... Les gens étaient souvent tenus de payer pour des services censés être gratuits, par exemple pour que la police mène des enquêtes. Les magistrats ont régulièrement refusé la libération sous caution. Le pouvoir judiciaire manquait d'indépendance ». Les juges accordent souvent des dommages-intérêts, jugent des affaires, libèrent des prisonniers et rendent des verdicts de non-culpabilité en échange de pots-de-vin, et les accusés sont souvent conseillés par leurs avocats de payer les juges, les jurés et autres.

### Droits des personnes en prison
Les conditions carcérales au Liberia sont inférieures aux normes, avec surpeuplement, nourriture et eau potable insuffisantes, assainissement et ventilation médiocres et manque de soins médicaux. La Croix-Rouge a aidé à améliorer l'approvisionnement en eau et l'assainissement dans plusieurs installations, tandis que l'ONU et diverses ONG ont fourni des services médicaux et travaillé sur des questions sanitaires. Dans certains cas, hommes et femmes, adultes et enfants, condamnés et prévenus en attente de jugement sont incarcérés ensemble. Les détenus sont autorisés à recevoir des visiteurs et à pratiquer leur religion.
Le gouvernement autorise la surveillance des conditions de détention par l'ONU, les groupes de défense des droits de l'homme et les médias. En 2008, l'écrasante majorité des détenus de la prison centrale de Monrovia, selon Amnesty International, étaient « détenus sans inculpation, certains jusqu'à deux ans ». En 2010, selon Human Rights Watch, « un peu plus de 10 % des quelques 1 700 personnes détenues dans les prisons du Liberia avaient été reconnues coupables d'un crime ».
Sirleaf signe une loi en 2008 qui réintroduit la peine de mort. Le Comité des droits de l'homme des Nations unies note avec préoccupation que cela constitue une violation du deuxième Protocole facultatif se rapportant au Pacte international relatif aux droits civils et politiques, dont le Liberia est signataire.

## Situation historique
Le tableau suivant montre les notes du Liberia depuis 1972 dans les rapports Freedom in the World, publiés chaque année par Freedom House. Une note de 1 correspond à « libre », une note de  7 à « non libre ».
| \| Année \| Droits civiques \| Libertés publiques \| Statut \| Chef de l'état[19] \| \| 1972 \| 6 \| 6 \| Non libre \| William R. Tolbert, Jr. \| \| 1973 \| 6 \| 5 \| Non libre \| William R. Tolbert, Jr. \| \| 1974 \| 6 \| 3 \| Partiellement libre \| William R. Tolbert, Jr. \| \| 1975 \| 6 \| 4 \| Partiellement libre \| William R. Tolbert, Jr. \| \| 1976 \| 6 \| 4 \| Partiellement libre \| William R. Tolbert, Jr. \| \| 1977 \| 6 \| 4 \| Partiellement libre \| William R. Tolbert, Jr. \| \| 1978 \| 6 \| 5 \| Partiellement libre \| William R. Tolbert, Jr. \| \| 1979 \| 6 \| 5 \| Partiellement libre \| William R. Tolbert, Jr. \| \| 1980 \| 7 \| 6 \| Non libre \| William R. Tolbert, Jr. \| \| 1981 \| 6 \| 6 \| Non libre \| Samuel Doe \| \| 1982[20] \| 6 \| 6 \| Non libre \| Samuel Doe \| \| 1983 \| 5 \| 5 \| Partiellement libre \| Samuel Doe \| \| 1984 \| 6 \| 5 \| Partiellement libre \| Samuel Doe \| \| 1985 \| 5 \| 5 \| Partiellement libre \| Samuel Doe \| \| 1986 \| 5 \| 5 \| Partiellement libre \| Samuel Doe \| \| 1987 \| 5 \| 5 \| Partiellement libre \| Samuel Doe \| \| 1988 \| 5 \| 5 \| Partiellement libre \| Samuel Doe \| \| 1989 \| 6 \| 5 \| Non libre \| Samuel Doe \| \| 1990 \| 7 \| 7 \| Non libre \| Samuel Doe \| \| 1991 \| 7 \| 6 \| Non libre \| Amos Sawyer \| \| 1992 \| 7 \| 6 \| Non libre \| Amos Sawyer \| \| 1993 \| 6 \| 6 \| Non libre \| Amos Sawyer \| \| 1994 \| 7 \| 6 \| Non libre \| Amos Sawyer \| \| 1995 \| 7 \| 6 \| Non libre \| David D. Kpormakpor \| \| 1996 \| 7 \| 6 \| Non libre \| Wilton G. S. Sankawulo \| \| 1997 \| 4 \| 5 \| Partiellement libre \| Ruth Perry \| \| 1998 \| 4 \| 5 \| Partiellement libre \| Charles Taylor \| \| 1999 \| 4 \| 5 \| Partiellement libre \| Charles Taylor \| \| 2000 \| 5 \| 6 \| Partiellement libre \| Charles Taylor \| \| 2001 \| 6 \| 6 \| Non libre \| Charles Taylor \| \| 2002 \| 6 \| 6 \| Non libre \| Charles Taylor \| \| 2003 \| 6 \| 6 \| Non libre \| Charles Taylor \| \| 2004 \| 5 \| 4 \| Partiellement libre \| Gyude Bryant \| \| 2005 \| 4 \| 4 \| Partiellement libre \| Gyude Bryant \| \| 2006 \| 2 \| 2 \| Partiellement libre \| Gyude Bryant \| \| 2007 \| 3 \| 4 \| Partiellement libre \| Ellen Johnson Sirleaf \| \| 2008 \| 3 \| 4 \| Partiellement libre \| Ellen Johnson Sirleaf \| \| 2009 \| 3 \| 4 \| Partiellement libre \| Ellen Johnson Sirleaf \| \| 2010 \| 3 \| 4 \| Partiellement libre \| Ellen Johnson Sirleaf \| \| 2011 \| 3 \| 4 \| Partiellement libre \| Ellen Johnson Sirleaf \| |                 |                    |                     |                         |
| Année | Droits civiques | Libertés publiques | Statut              | Chef de l'état          |
| 1972 | 6               | 6                  | Non libre           | William R. Tolbert, Jr. |
| 1973 | 6               | 5                  | Non libre           | William R. Tolbert, Jr. |
| 1974 | 6               | 3                  | Partiellement libre | William R. Tolbert, Jr. |
| 1975 | 6               | 4                  | Partiellement libre | William R. Tolbert, Jr. |
| 1976 | 6               | 4                  | Partiellement libre | William R. Tolbert, Jr. |
| 1977 | 6               | 4                  | Partiellement libre | William R. Tolbert, Jr. |
| 1978 | 6               | 5                  | Partiellement libre | William R. Tolbert, Jr. |
| 1979 | 6               | 5                  | Partiellement libre | William R. Tolbert, Jr. |
| 1980 | 7               | 6                  | Non libre           | William R. Tolbert, Jr. |
| 1981 | 6               | 6                  | Non libre           | Samuel Doe              |
| 1982 | 6               | 6                  | Non libre           | Samuel Doe              |
| 1983 | 5               | 5                  | Partiellement libre | Samuel Doe              |
| 1984 | 6               | 5                  | Partiellement libre | Samuel Doe              |
| 1985 | 5               | 5                  | Partiellement libre | Samuel Doe              |
| 1986 | 5               | 5                  | Partiellement libre | Samuel Doe              |
| 1987 | 5               | 5                  | Partiellement libre | Samuel Doe              |
| 1988 | 5               | 5                  | Partiellement libre | Samuel Doe              |
| 1989 | 6               | 5                  | Non libre           | Samuel Doe              |
| 1990 | 7               | 7                  | Non libre           | Samuel Doe              |
| 1991 | 7               | 6                  | Non libre           | Amos Sawyer             |
| 1992 | 7               | 6                  | Non libre           | Amos Sawyer             |
| 1993 | 6               | 6                  | Non libre           | Amos Sawyer             |
| 1994 | 7               | 6                  | Non libre           | Amos Sawyer             |
| 1995 | 7               | 6                  | Non libre           | David D. Kpormakpor     |
| 1996 | 7               | 6                  | Non libre           | Wilton G. S. Sankawulo  |
| 1997 | 4               | 5                  | Partiellement libre | Ruth Perry              |
| 1998 | 4               | 5                  | Partiellement libre | Charles Taylor          |
| 1999 | 4               | 5                  | Partiellement libre | Charles Taylor          |
| 2000 | 5               | 6                  | Partiellement libre | Charles Taylor          |
| 2001 | 6               | 6                  | Non libre           | Charles Taylor          |
| 2002 | 6               | 6                  | Non libre           | Charles Taylor          |
| 2003 | 6               | 6                  | Non libre           | Charles Taylor          |
| 2004 | 5               | 4                  | Partiellement libre | Gyude Bryant            |
| 2005 | 4               | 4                  | Partiellement libre | Gyude Bryant            |
| 2006 | 2               | 2                  | Partiellement libre | Gyude Bryant            |
| 2007 | 3               | 4                  | Partiellement libre | Ellen Johnson Sirleaf   |
| 2008 | 3               | 4                  | Partiellement libre | Ellen Johnson Sirleaf   |
| 2009 | 3               | 4                  | Partiellement libre | Ellen Johnson Sirleaf   |
| 2010 | 3               | 4                  | Partiellement libre | Ellen Johnson Sirleaf   |
| 2011 | 3               | 4                  | Partiellement libre | Ellen Johnson Sirleaf   |

## Traités internationaux
Les positions du Liberia sur les traités internationaux relatifs aux droits de l'homme sont les suivantes :
| \| Traité \| Organisation \| Introduit \| Signé \| Ratifié \| \| Convention pour la prévention et la répression du crime de génocide[21] \| Nations unies \| 1948 \| 1948 \| 1950 \| \| Convention internationale sur l'élimination de toutes les formes de discrimination raciale[22] \| Nations unies \| 1966 \| - \| 1976 \| \| Pacte international relatif aux droits économiques, sociaux et culturels[23] \| Nations unies \| 1966 \| 1967 \| 2004 \| \| Pacte international relatif aux droits civils et politiques[24] \| Nations unies \| 1966 \| 1967 \| 2004 \| \| Premier protocole facultatif au Pacte international relatif aux droits civils et politiques[25] \| Nations unies \| 1966 \| 2004 \| - \| \| Convention sur l'imprescriptibilité des crimes de guerre et des crimes contre l'humanité[26] \| Nations unies \| 1968 \| - \| 2005 \| \| Convention sur l'apartheid[27] \| Nations unies \| 1973 \| - \| 1976 \| \| Convention sur l'élimination de toutes les formes de discrimination à l'égard des femmes[28] \| Nations unies \| 1979 \| - \| 1984 \| \| Convention contre la torture et autres peines ou traitements cruels, inhumains ou dégradants[29] \| Nations unies \| 1984 \| - \| 2004 \| \| Convention relative aux droits de l'enfant[30] \| Nations unies \| 1989 \| 1990 \| 1993 \| \| Deuxième protocole facultatif se rapportant au Pacte international relatif aux droits civils et politiques, visant à abolir la peine de mort[31] \| Nations unies \| 1989 \| - \| 2005 \| \| Convention internationale sur la protection des droits de tous les travailleurs migrants et des membres de leur famille[32] \| Nations unies \| 1990 \| 2004 \| - \| \| Protocole facultatif à la Convention sur l'élimination de toutes les formes de discrimination à l'égard des femmes[33] \| Nations unies \| 1999 \| 2004 \| - \| \| Protocole facultatif à la Convention relative aux droits de l'enfant concernant l'implication d'enfants dans les conflits armés[34] \| Nations unies \| 2000 \| 2004 \| - \| \| Protocole facultatif sur la vente d'enfants, la prostitution des enfants et la pornographie mettant en scène des enfants[35] \| Nations unies \| 2000 \| 2004 \| - \| \| Convention relative aux droits des personnes handicapées[36] \| Nations unies \| 2006 \| 2007 \| 2012 \| \| Protocole facultatif à la Convention relative aux droits des personnes handicapées[37] \| Nations unies \| 2006 \| 2007 \| - \| \| Convention internationale pour la protection de toutes les personnes contre les disparitions forcées[38] \| Nations unies \| 2006 \| - \| - \| \| Protocole facultatif au Pacte international relatif aux droits économiques, sociaux et culturels[39] \| Nations unies \| 2008 \| - \| - \| \| Protocole facultatif à la Convention relative aux droits de l'enfant sur une procédure de communication[40] \| Nations unies \| 2011 \| - \| - \| |               |           |       |         |
| Traité | Organisation  | Introduit | Signé | Ratifié |
| Convention pour la prévention et la répression du crime de génocide | Nations unies | 1948      | 1948  | 1950    |
| Convention internationale sur l'élimination de toutes les formes de discrimination raciale | Nations unies | 1966      | -     | 1976    |
| Pacte international relatif aux droits économiques, sociaux et culturels | Nations unies | 1966      | 1967  | 2004    |
| Pacte international relatif aux droits civils et politiques | Nations unies | 1966      | 1967  | 2004    |
| Premier protocole facultatif au Pacte international relatif aux droits civils et politiques | Nations unies | 1966      | 2004  | -       |
| Convention sur l'imprescriptibilité des crimes de guerre et des crimes contre l'humanité | Nations unies | 1968      | -     | 2005    |
| Convention sur l'apartheid | Nations unies | 1973      | -     | 1976    |
| Convention sur l'élimination de toutes les formes de discrimination à l'égard des femmes | Nations unies | 1979      | -     | 1984    |
| Convention contre la torture et autres peines ou traitements cruels, inhumains ou dégradants | Nations unies | 1984      | -     | 2004    |
| Convention relative aux droits de l'enfant | Nations unies | 1989      | 1990  | 1993    |
| Deuxième protocole facultatif se rapportant au Pacte international relatif aux droits civils et politiques, visant à abolir la peine de mort | Nations unies | 1989      | -     | 2005    |
| Convention internationale sur la protection des droits de tous les travailleurs migrants et des membres de leur famille | Nations unies | 1990      | 2004  | -       |
| Protocole facultatif à la Convention sur l'élimination de toutes les formes de discrimination à l'égard des femmes | Nations unies | 1999      | 2004  | -       |
| Protocole facultatif à la Convention relative aux droits de l'enfant concernant l'implication d'enfants dans les conflits armés | Nations unies | 2000      | 2004  | -       |
| Protocole facultatif sur la vente d'enfants, la prostitution des enfants et la pornographie mettant en scène des enfants | Nations unies | 2000      | 2004  | -       |
| Convention relative aux droits des personnes handicapées | Nations unies | 2006      | 2007  | 2012    |
| Protocole facultatif à la Convention relative aux droits des personnes handicapées | Nations unies | 2006      | 2007  | -       |
| Convention internationale pour la protection de toutes les personnes contre les disparitions forcées | Nations unies | 2006      | -     | -       |
| Protocole facultatif au Pacte international relatif aux droits économiques, sociaux et culturels | Nations unies | 2008      | -     | -       |
| Protocole facultatif à la Convention relative aux droits de l'enfant sur une procédure de communication | Nations unies | 2011      | -     | -       |